# Horizon Forbidden West
Horizon Forbidden West é um jogo eletrônico de RPG de ação desenvolvido pela Guerrilla Games e publicado pela Sony Interactive Entertainment. Foi lançado em 18 de fevereiro de 2022 para PlayStation 4 e PlayStation 5. É a sequência de Horizon Zero Dawn, de 2017, sendo ambientada em um mundo aberto pós-apocalíptico com uma perspectiva em terceira pessoa. O jogador controla a protagonista Aloy, uma caçadora de máquinas, enquanto viaja para uma América ocidental devastada por tempestades maciças e máquinas mortais.

## Jogabilidade
Horizon Forbidden West é um jogo eletrônico de RPG de ação com uma perspectiva em terceira pessoa. Os jogadores controlam Aloy, uma caçadora em um mundo governado por máquinas. O jogo apresenta um mundo aberto ambientado numa Califórnia pós-apocalíptica. Os locais apresentados no trailer de anúncio do jogo incluem uma São Francisco em ruínas e Vale de Yosemite.

## Enredo
A história de Forbidden West continua a partir do final de Zero Dawn, acompanhando a caçadora Aloy em sua busca para salvar o mundo. Seis meses após Zero Dawn, Aloy tem procurado infrutiferamente por uma cópia da inteligência artificial GAIA com o objetivo de restaurar a biosfera em degradação da Terra. Ela descobre que seu antigo associado Sylens não destruiu a inteligência artificial subordinada HADES, mas sim a roubou e agora pede para que ela continue sua busca no chamado Oeste Proibido.
Aloy e seu amigo Varl vão para o oeste e descobrem que a tribo local Tenakth está em uma guerra civil entre seu chefe Hekarro e a rebelde Regalla. Aloy rastreia Sylens para uma instalação onde encontra HADES seriamente danificado e o deleta permanentemente. Ela consegue encontrar uma cópia de GAIA sem seus subsistemas, mas é interrompida por um grupo de humanos formado por Gerard Bieri, Tilda van der Meer, Erik Visser e Beta, esta última uma clone da antiga cientista Elisabeth Sobeck, assim como Aloy. Eles possuem uma tecnologia avançada que os deixa invulneráveis e conseguem adquirir uma segunda cópia de GAIA, porém Aloy é capaz de fugir apesar de ser ferida.
Aloy acorda dias depois e vai para o vilarejo de Sonora, sede da tribo Utaru. Zo, uma membro da tribo, a guia até uma instalação de controle, com GAIA sendo reunida ao seu subsistema MINERVA. GAIA localiza os subsistemas ÉTER, DEMÉTER e POSEIDON, aconselhando Aloy a recuperá-los antes de tentarem capturar o subsistema mais avançado HEFESTO. GAIA também revela que o sinal de extinção que ativou HADES e mutou os subsistemas veio da estrela Sirius, fazendo Aloy suspeitar que os humanos avançados o enviaram. Posteriormente ela encontra Beta, que revela que esses humanos são Far Zenith, uma organização de colonos bilionários que fugiram da Terra durante a extinção e conseguiram ampliar suas expectativas de vida naturais. A colônia em Sirius fracassou e os Zeniths retornaram para a Terra a fim de usar GAIA por meio da composição genética de Beta para sua própria recolonização. Eles já adquiriram os subsistemas ILÍTIA, ÁRTEMIS e APOLO, mas Beta conseguiu roubar a cópia de GAIA.
Aloy recupera ÉTER depois de ajudar Hekarro em sua guerra civil, recupera POSEIDON nas ruínas de Las Vegas e recupera DEMÉTER em São Francisco com ajuda de Alva, uma membro da tribo Quen. Aloy, Varl e Beta então viajam até um Caldeirão inativado para ajudarem GAIA a capturar HEFESTO, mas são atacados pelos Zeniths. Estes matam Varl, recapturam Beta e roubam GAIA, mas Tilda os trai e ajuda Aloy escapar. Tilda explica que se envolveu romanticamente com Sobeck e se arrependeu de tê-la deixado, mas se inspirou em Aloy e agora deseja parar os Zeniths. Ela também revela que Sylens está ajudando os rebeldes Tenakh para usá-los contra os Zeniths. Aloy se recusa a sacrificar os Tenakhs e em vez disso derrota Regalla, em seguida convencendo Tilda e Sylens a se unirem a ela para criarem um plano.
Aloy e seus companheiros atacam a base Far Zenith enquanto Beta lança HEFESTO na rede dos Zeniths, possibilitando a criação de uma quantidade enorme de máquinas que sobrepujam as defesas. Todos os Zeniths são derrotados e eles acabam revelando que sua colônia em Sirius foi na verdade destruída por Nêmesis, um fracassado experimento transferência mental que tinham criado. Eles fugiram para a Terra na esperança de roubarem GAIA e assim serem capazes de colonizar algum planeta ainda desconhecido. Nêmesis enviou o sinal de extinção para nega-los essa oportunidade e está à caminho para destruir a Terra. Tilda tenta convencer Aloy a deixar o planeta com ela, mas esta recusa e é forçada a matar Tilda. Aloy e seus companheiros se dispersam com o objetivo de espalhar o aviso sobre Nêmesis enquanto Aloy e Beta reativam GAIA.

### Burning Shores
Algum tempo depois da vitória sobre Far Zenith, Sylens avisa Aloy que Walter Londra, um membro dos Zeniths, ainda está desaparecido e foi avistado pela última vez no Litoral Ardente, antiga Los Angeles. Ao chegar no local ela conhece Seyka, uma guerreira Quen, cuja irmã Kina desapareceu junto com outros membros da tripo depois de uma expedição ter ficado ilhada no Litoral Ardente. Aloy e Seyka descobrem que Londra capturou os Quen desaparecidos e os está forçando a escavar a antiga sede de sua empresa. Elas encontram um acampamento Quen e descobrem que os desaparecidos se juntaram à Londra por vontade própria, venerando-o como um deus que lhes prometeu "Ascensão". Londra está construindo um foguete que irá levá-lo para fora da Terra, mas isto vai deixar todo o Litoral Ardente repleto de radiação e inabitável.
Aloy e Seyka se infiltram em um antigo parque temático de Londra e descobrem que ele planeja partir junto com alguns Quen, incluindo Kina, mais uma biblioteca genética de seus seguidores para uma nova colônia longe de Nêmesis. Entretanto, para que seus seguidores não o traíam, Londra realizou uma lavagem cerebral neles. As duas conseguem resgatar Kina e Londra foge, ativando um antiga máquina de guerra para levar seu plano até o fim. Aloy e Seyka conseguem sabotá-la, com Aloy entrando na máquina e matando Londra. Ela envia os dados que conseguiu de Londra para Sylens, que decifra algumas informações sobre empresas do século XXI que estavam desenvolvendo armamentos que talvez possam ser usados para derrotar Nêmesis. Aloy também tem a oportunidade de iniciar um romance com Seyka antes de temporariamente se separarem.

## Desenvolvimento e lançamento
Horizon Forbidden West é uma sequência de Horizon Zero Dawn, de 2017. Ele foi desenvolvido pela Guerrilla Games e publicado pela Sony Interactive Entertainment para os consoles PlayStation 4 e PlayStation 5. O diretor do jogo é Mathijs de Jonge, enquanto que o diretor narrativo é Benjamin McCaw. A banda The Flight (composta por Joe Henson e Alexis Smith), Joris de Man e Niels van de Leest contribuíram para compor a trilha sonora original do jogo ao lado de Oleksa Lozowchuk. Ashly Burch, Lance Reddick e John Hopkins reprisam seus papéis como Aloy, Sylens e Erend, respectivamente.
A versão para PlayStation 5 de Forbidden West aproveita do poder de processamento aprimorado do console, seu armazenamento de unidade de estado sólido (SSD) personalizado, a Tempest Engine e o controle DualSense a fim de oferecer suporte a recursos como feedback háptico avançado, áudio espacial 3D, iluminação aprimorada, efeitos visuais aprimorados e tempos de carregamento reduzidos. A versão de PlayStation 5 também conta com um "modo de desempenho" opcional que permite que o jogo seja executado a 60 quadros por segundo com uma resolução base inferior. O jogo usa uma versão atualizada do motor de jogo Decima com suporte para high dynamic range (HDR).
Horizon Forbidden West foi anunciado durante o evento de revelação do PlayStation 5 da Sony em junho de 2020 com um lançamento planejado originalmente para 2021. Em 27 de maio de 2021, a Guerrilla Games apresentou uma demonstração de jogabilidade no PlayStation 5 de 14 minutos do jogo na apresentação State of Play, da Sony. Em junho de 2021, o chefe da PlayStation Studios, Hermen Hulst, disse que eles estavam no caminho certo para um lançamento no final de 2021, mas o desenvolvimento estava sendo parcialmente impactado pela pandemia de COVID-19, já que eles estavam tendo problemas para obter acesso à captura de movimentos e talentos. Em 25 de agosto de 2021, foi anunciado que seu lançamento havia sido adiado para 18 de fevereiro de 2022.
Uma série de quadrinhos, ambientada após os eventos do primeiro jogo, foi publicada pela Titan Comics em 5 de agosto de 2020. Em 3 de junho de 2021, a Guerrilla lançou um extended play (EP) intitulado The Isle of Spires composto por quatro faixas.

## Recepção
Horizon Forbidden West recebeu avaliações "geralmente favoráveis" de acordo com o agregador de resenhas Metacritic, possuindo uma nota média de 88/100 para a sua versão de PlayStation 5, com base em 125 resenhas.